# Laetitia Fourcade
Pour les articles homonymes, voir Fourcade.
 (septembre 2019).
Laetitia Fourcade est une actrice française née le 20 avril 1978 au Chesnay dans les Yvelines.

## Biographie

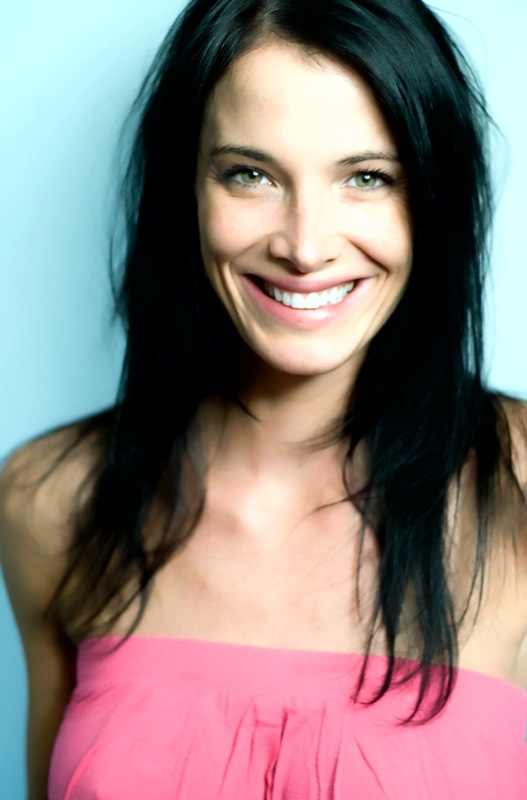
Laetitia Fourcade en 2010

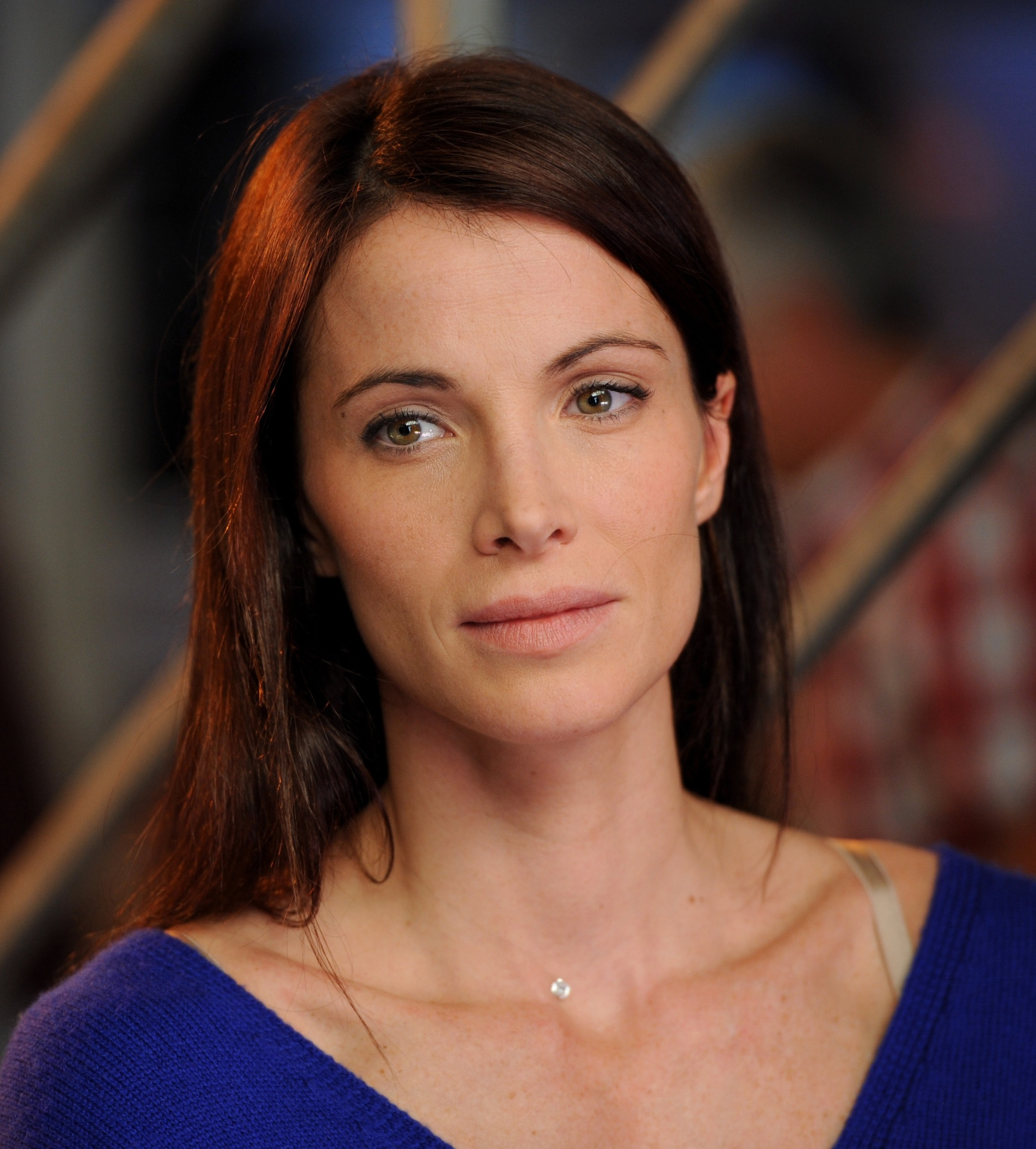
Laetitia Fourcade en 2012

### Formation d'actrice
Parallèlement à ses études, elle a appris son métier de comédienne dans les organismes suivants : Stages Kim Massée, Atelier Alexandre Louschik, Atelier Nora Habib, Atelier Carol Rox chez Acting international, Atelier Oscar Sisto : « L'acteur face à l'image », Atelier Jean-Claude Bouillon, Studio Pygmalion.

### Trajectoire
Repérée par un agent alors qu’elle est étudiante, elle commence sa carrière en 1998 en tournant sa première publicité pour Nescafé, réalisée par Nicole Garcia[réf. nécessaire]. Rapidement, elle interprète des rôles dans des séries télévisées. Au cinéma, depuis 2001, elle a joué dans pas moins de douze films courts, moyens et longs métrages, dirigée par Claude Zidi, Michel Toesca, Steve Suissa, Roschdy Zem, Jessica Palud (voir la section « Filmographie » ci-dessous).
En 2001, elle participe à l'émission Comme au cinéma présentée par Frédéric Lopez, où elle représente l'un des quatre jeunes talents sélectionnés pour interpréter un monologue en direct sur le plateau, lors du Festival de Cannes. L'année suivante, elle obtient un prix d’interprétation féminine pour son rôle dans Entre parenthèses, moyen métrage de Ghislain de Vaulx[réf. nécessaire]. Fin 2009, elle interprète un rôle dans le téléfilm Beauté fatale aux côtés de Claire Keim.
Elle apparaît également dans les publicités pour Nintendo DS et dans la publicité de Kinder Bueno avec Jo-Wilfried Tsonga[réf. nécessaire].
De 2012 à 2014, elle incarne le rôle d'Émilie Duringer dans la série R.I.S Police scientifique diffusée sur TF1 et tourne dans la série Accusé pour France 2 produit par 3e Œil Productions.
Elle joue en 2016 le rôle d'Angèle Rodier, une détective privée, dans quelques épisodes[évasif] de la série Plus belle la vie, ainsi que celui de Carole Belcourt, l'un des principaux rôles invités de l'épisode n°22 de la série Commissaire Magellan : Confession mortelle. 
En 2018, elle interprète un membre du jury dans le clip du rappeur Spider Zed Spider Machin[réf. nécessaire].
À partir de 2017, alors qu'elle continue à tourner pour la télévision et le cinéma, elle commence une carrière dans des web-séries, et surtout au théâtre.

## Filmographie

### Cinéma
- 2001 : La Boîte de Claude Zidi
- 2001 : Dual de Didier Kwak (court métrage)
- 2002 : Ticket choc de Marie-Pierre Huster (court métrage)
- 2003 : J'irai cracher sur vos tongs de Michel Toesca
- 2003 : Entre parenthèses de Ghislain de Vaulx (court métrage)
- 2004 : Le Grand Rôle de Steve Suissa
- 2013 : Bébé à tout prix de Christine Cliquot de Mentque (court métrage)[3],[1]
- 2016 : Ballrom Riot de R. Vinchon (court métrage)[1]
- 2016 : En Ground and Pound de Sabrina Nouchi et Milo Chiarini
- 2016 : La Méthode Beddington de Jeremy Nahmiash[4]
- 2022 : Les Miens de Roschdy Zem
- 2024 : Maria de Jessica Palud. Le film a déjà été annoncé pour 2023[4],[1].

### Télévision
- 2002 : La Vie devant nous (TF1)
- 2003  : Sous le soleil (TF1)
- 2006 : Laura (série M6) : infirmière de Vincent Bellair (épisode 3)
- 2009 : Beauté fatale de Claude-Michel Rome (TF1)
- 2010 : Roméo et Juliette, de François Guérin[4]
- 2012 : Section de recherches d'Éric Le Roux : La rançon du succès (saison 6 épisode 6) : Olivia
- 2012 - 2014 : R.I.S Police scientifique : Émilie Duringer
- 2014 : Accusé : L'histoire de Simon (saison 1 épisode 5) : Sandrine
- 2015 : Camping Paradis : Les vacances du camping (saison 7 épisode 4) : Karine Lambert (TF1)
- 2016 : Commissaire Magellan (saison 8, épisode 22, Confession mortelle) : Carole Belcourt  (France 3). Plusieurs fois rediffusée sur C8, notamment le 18 mars 2024[2].
- 2016 : Plus belle la vie : Angèle Rodier (France 3)
- 2018 et 2025 : Demain nous appartient : Carla (saisons 2 et 8) (TF1)
- 2019 : Les Pions, de Thierry Vergnes, épisode pilote de la série (programme court)[1]
- 2019 : Le prix de la loyauté : Lorraine Vandeuil (France 3)
- 2020 : Alexandra Ehle : La survivante (saison 2 épisode 3) : Caroline Brac (France 3)
- 2020 : Camping Paradis : Allumez le feu (saison 12 épisode 2) : Mathilde (TF1)
- 2021 : Influences (saison 01 épisode 26) : Les malheurs des uns (NRJ12).

### Web-séries
[Informations issues de la plateforme des agences artistiques]
- 2017 : Les Conlocs de Gérard Nouchi
- 2017 : Force et Honneur de Youssoufa Massoundi

### Publicités
- 1998 : Nescafé (réalisation Nicole Garcia)
- 2000 : Ferrero Rocher (réalisation Nicole Garcia)
- 2009 : Nintendo DS (réalisation Paul Mignot)
- 2010 : Kinder Bueno « saga : la boulangerie et la voisine » (réalisation Frédéric Tellier)
- 2010 : My little pièce of Paris - cigarette « Vogue » (réalisation Noé Lefebvre)
- 2011 : Nintendo DS (réalisation Paul Mignot)
- 2020 : Lookiero (mode) (réalisation Arthur Degorce)[5]

Elle a aussi joué (ou est parue) dans des publicités pour : Maestro, Mercedes, Renault, Banque populaire, Femme actuelle, Vogue cigarettes, Louis Vuitton,

## Théâtre
[Informations issues de son agence artistique]
- 2017 : Dans la peau de ma femme, de Guilhem Connac et Pierre du Tremblay
- 2017 : Quelques vers d'amour et beaucoup d'eau fraîche, mise en scène de Nathalie Hardouin
- 2018 : Melting Potes, mise en scène de Jimmy Lévy
- 2018 : Dans la peau de ma femme (reprise, par Aline Gaillot)